# Revolutionaire Volksrepubliek Guinee
De revolutionaire volksrepubliek Guinee (Frans: République populaire et révolutionnaire de Guinée) was van 1978 tot 1984 de officiële benaming van de West-Afrikaanse staat Guinee. Tijdens het elfde partijcongres van de Parti démocratique de Guinée (PDG) in november 1978 werd besloten de landsnaam te wijzigen. Anders dan de naam doet vermoeden was Guinee in de periode 1978 tot 1984 juist minder revolutionair dan in de voorafgaande periode. President Ahmed Sékou Touré ondernam tijdens deze periode verscheidene succesvolle toenaderingspogingen tot de buurlanden (met name Liberia, Senegal en Mali) waarmee tot dan toe gespannen verhoudingen werden onderhouden en de contacten met westerse landen, waaronder oud-kolonisator Frankrijk werden sterk verbeterd. In 1982 bezocht Sékou Touré de Verenigde Staten van Amerika met welk land een overeenkomst tot economische samenwerking werd gesloten. De betrekkingen met de Sovjet-Unie - tot in de jaren zeventig de belangrijkste geldschieter van Guinee - verslechterden. Het gat dat USSR achterliet werd echter opgevuld door de Volksrepubliek China.
In 1983 werd door de regering besloten de planeconomie grotendeels los te laten en te vervangen door een gemengde economie. Op politiek vlak bleef Guinee echter een dictatuur met een eenpartijstelsel en gevangenkampen waarin politieke tegenstanders werden opgesloten. 
President Sékou Touré overleed op 26 maart 1984 plotseling op 62-jarige leeftijd en werd tijdelijk opgevolgd door zijn minister-president Louis Beavogui. Op 3 april 1984 werd deze laatste bij een militaire staatsgreep onder leiding van de kolonels Lansana Conté en Diarra Traoré afgezet. De nieuwe militaire leiding besloot de oude landsnaam, République de Guinée te herstellen.